# Bonpland (ort i Argentina, Misiones)
Bonpland är en ort i Argentina.   Den ligger i provinsen Misiones, i den nordöstra delen av landet, 800 km norr om huvudstaden Buenos Aires. Bonpland ligger 187 meter över havet och antalet invånare är 2 173.
Terrängen runt Bonpland är platt åt nordväst, men åt sydost är den kuperad. Runt Bonpland är det ganska glesbefolkat, med 43 invånare per kvadratkilometer.. Närmaste större samhälle är Cerro Azul, 16,9 km söder om Bonpland.
I omgivningarna runt Bonpland växer i huvudsak städsegrön lövskog.